# 片想い (槇みちるの曲)
「片想い」（かたおもい）は、安井かずみの作詞、川口真の作曲による歌。オリジナル版は槇みちる（現：まきみちる）の歌唱で、シングル『鈴の音がきこえる』（1969年11月1日発売）のB面収録曲として発表された。
1971年に中尾ミエによってカバーされ、シングルが発売されたが、これが発売から数年を経てロングヒットとなった。ちなみに、中尾の現在のパートナーは、槇みちるの元夫でもある。以後、中森明菜など多くの歌手によってカバーされている。

## 中尾ミエによるカバー
中尾ミエのシングル『片想い』は、1971年11月5日に日本ビクター（音楽レコード事業部、現：ビクターエンタテインメント）から発売された。中尾は、「いい曲だな」と思って「無理やりもらった曲」と2022年3月19日放送のBS-TBS『Sound Inn's』で語った。当時は特に話題にもならず、そこそこで廃盤になった。ところが発表から5年余り後、1977年3月頃から札幌の有線放送でこの曲のリクエストが急上昇した。これがきっかけとなり、ビクター音楽産業（音楽レコード事業部を分社化）は同年6月10日に急遽シングルを再発売した。これはオリコンチャートで28位まで上昇、TOP100に36週も登場するロングヒットとなり、最終的には30万枚の売上（オリコン集計による推定累計売上は17.7万枚）を記録した。

### 収録曲（中尾ミエ版シングル）

#### 1971年盤
1. 片想い
作詞：安井かずみ／作曲・編曲：川口真
2. それが何になる
作詞：柴田かおり／作曲：井上たかし／編曲：川口真

Ⓟ 1971 by Victor Entertainment., Inc.

#### 1977年盤
1. 片想い
作詞：安井かずみ／作曲・編曲：川口真
2. 駐車場（パーキング）
作詞：山口洋子／作曲：加瀬邦彦／編曲：馬飼野俊一

Ⓟ 1971,1977 by Victor Entertainment., Inc.

## 中森明菜によるカバー
中森明菜による「片想い」のカバーは、千住明全編曲によるカバー・アルバム『歌姫』、および「愛撫」とのカップリングによる両A面シングル「片想い / 愛撫」として発売された。いずれも、1994年3月24日にMCAビクター（現：ユニバーサル ミュージック ジャパン）からの同時発売である。

### 概要
中森のシングル（8cmCD: MVDD-10004）としては、前作シングル「Everlasting Love / NOT CRAZY TO ME」に続く両A面シングルとなり、28枚目のシングルに当たる。「片想い」はこのシングル盤には1曲目として収録された。アルバム『歌姫』からのシングルカットにあたり、MCAビクターの女性社員の投票によってこの「片想い」が選ばれたという。中森版は中尾ミエ版をさらにカバーしたものとなっている。『歌姫』には「片想い」のアウトロにアレンジが加えられたアルバム・バージョンが収録されており、収録時間が異なっている。

### 批評
『WHAT's IN?』の小貫信昭は、「片想い」が先進性の高い楽曲であったため発表当時あまり広く評価されなかったという、カバー・アルバム『歌姫』のプロデューサー川原伸司のコメントを紹介した上で、「今、この曲に時代が追いつく。一定の仰角をたたえ、淡々と盛り上がるあたりを上手に自分のものにしている。」と中森の「片想い」について批評した。

### チャート成績
「片想い / 愛撫」はオリコン週間シングルチャートにランクインし、1994年4月4日付の同チャートで初登場21位を記録後、翌々週の同年4月18日付の同チャートで最高順位17位を記録した。同チャートには、計8週にわたってランクインしている。

### ライブ・パフォーマンス
中森明菜による「片想い」は、1994年4月1日放送のテレビ朝日系の音楽番組『ミュージックステーションSPECIAL』にて「愛撫」と共に披露された。その後、同年5月6日放送の『ミュージックステーション』でも披露している。

### 収録曲（中森明菜版シングル）
| #         | タイトル                         | 作詞       | 作曲      | 編曲      | 時間  |
| --------- | -------------------------------- | ---------- | --------- | --------- | ----- |
| 1.        | 「片想い」                       | 安井かずみ | 川口真    | 千住明    | 3:54  |
| 2.        | 「愛撫」                         | 松本隆     | 小室哲哉  | 小室哲哉  | 5:13  |
| 3.        | 「片想い」(オリジナル・カラオケ) |            |           |           | 3:54  |
| 4.        | 「愛撫」(オリジナル・カラオケ)   |            |           |           | 5:13  |
| 合計時間: | 合計時間:                        | 合計時間:  | 合計時間: | 合計時間: | 18:14 |

### 収録アルバム
- 『歌姫伝説 〜90's BEST〜』[17]

## その他の歌手によるカバー
- 柏原芳恵 - 1984年発表のオリジナルアルバム『最愛』に収録。
- 香坂みゆき - 1991年発表のカバーアルバム『カントス2 (CANTOS2)』に収録。
- 諫山実生 - 2007年発表のシングル『とおりゃんせ』の2曲目に収録[18]。

## 備考
JASRACにおいては2018年現在、内国作品／出典：PO (出版者作品届) ／作品コード 019-3439-2 片想いとして登録されている。出版者は渡辺音楽出版とヤマハ音楽振興会が登録されている。よって本作の著作権表記は “© 1969 by WATANABE MUSIC PUBLISHING CO., LTD. & YAMAHA MUSIC FOUNDATION.” となる。